# Бухранський Василь Дмитрович
Василь Дмитрович Бухранський (нар. 1904, залізнична станція Горинь, тепер Брестської області, Республіка Білорусь — після 1985, Житомирська область) — український радянський діяч, новатор сільськогосподарського виробництва, голова виконкому Словечанської районної ради, голова колгоспу імені Куйбишева («Здобуток Жовтня») Овруцького району Житомирської області. Депутат Верховної Ради УРСР 4—5-го скликань.

## Біографія
Народився у родині сільського фельдшера. Член комсомолу.
Працював у повітовому продовольчому комітеті, був районним уповноваженим по наймитству. У 1929 році був одним із організаторів колгоспу у селі Словечній на Житомирщині.
Потім перебував на відповідальній роботі в Словечанському районі Житомирської області: секретар виконавчого комітету районної ради депутатів трудящих, директор лісгоспу.
Член ВКП(б) з 1939 року.
З травня 1941 по 1945 рік — у Червоній армії, учасник німецько-радянської війни. Служив помічником із постачання командира 1555-го аеродромного полку протиповітряної оборони (ППО) 2-ї повітряної армії. Воював на Західному, Брянському, Воронезькому та 1-му Українському фронтах.
Після демобілізації працював директором лісгоспу у Словечанському районі.
До 1955 року — голова виконавчого комітету Словечанської районної ради депутатів трудящих Житомирської області.
З 1955 року — голова колгоспу імені Куйбишева (з 1959 року — «Здобуток Жовтня») села Словечне Словечанського (тепер — Овруцького) району Житомирської області.
З 1970-х років — на пенсії.

## Звання
- гвардії капітан інтендантської служби

## Нагороди
- орден Леніна (26.02.1958)
- орден Жовтневої Революції
- орден Вітчизняної війни ІІ ст. (6.04.1985)
- орден Червоної Зірки (29.05.1945)
- ордени
- медалі